# EN124
A EN 124 é uma estrada nacional que integra a rede nacional de estradas de Portugal. Ligava Portimão e Alcoutim (proximidades), porém grande parte da estrada está desclassificada, por isso a estrada termina em Porto de Lagos, no cruzamento com a EN266.
Esta estrada, era a alternativa da N125, no Norte do Distrito de Faro.
Cumpria com a ligação das estruturantes N2, N122 e N125, sendo que a parte final de Alcoutim seria retomada com o auxílio do ramal N122-1.
Apresentava-se descontinuada em 500 metros, num pequeno troço em Barranco Velho, na N2.
Como percorria quase todas as Serras Algarvias, o seu percurso era acidentado e muito sinuoso. Porém, a paisagem natural é uma das mais belas de Portugal [carece de fontes?].